# مهرجان كان السينمائي 2008
مهرجان كان السينمائي لعام 2008 هو الدورة الـ61 للمهرجان عقد في 14 إلى 25 مايو من عام 2008، حصل فيلم «بين الجدران» للمخرج الفرنسي لوران كانتيه على السعفة الذهبية.